# Slot Mariënburg (Malbork)
Slot Mariënburg is een grote burcht (en museum) in de Poolse stad Malbork aan de rivier Nogat en opgericht in 1274. Stad en burcht heetten oorspronkelijk Mariënburg (Duits: Marienburg) naar de heilige Maria, de beschermvrouwe van de Orde, en herbergden het hoofdkwartier van de kruisridderstaat van de Duitse Orde. Het slot van de Orde is een toeristische trekpleister en staat op de werelderfgoedlijst.

## Geschiedenis

### 14e eeuw
Nadat de Duitse Orde, een geestelijke ridderorde bemand door niet alleen maar vooral ridders uit Westfalen, zich in 1291 uit het Heilige Land had moeten terugtrekken, verlegde zij haar hoofdkwartier naar Venetië en toen zij pauselijke toestemming kreeg om de heidense Pruzzen te bekeren, stichtte de grootmeester Siegfried von Feuchtwangen in 1309 in de Marienburg aan de Nogat, een zijrivier van de Weichsel, als het nieuwe bestuurlijke centrum van Duitse Ordestaat. Dit centrum zou verkeersgeografisch verbonden worden met een web van enkele tientallen andere kastelen in wat later Oost-Pruisen en West-Pruisen zou gaan heten. De Marienburg zou aan het einde van de eeuw grotendeels haar definitieve vorm bereiken, bestaande uit een 'Hochschloss' als de eigenlijke residentie met kapel en kapittelzaal door Nikolaus Fellenstein vormgegeven in een elegante gotische stijl. Het 'Mittelschloss' bevatte slaap- en eetzalen, ziekenhuis en wapenkamers, bestemd voor de ridders.
De volgende grootmeester Dietrich von Altenburg, voegde een 'Unterschloss' toe waarin de huishoudelijke diensten werden georganiseerd. De in Midden-Europa ongeëvenaarde burcht werd een ontvangstcentrum voor vorsten uit het Duitse rijk, Frankrijk en Engeland.

### 15e eeuw
Ondanks haar rijke en dus kwetsbare gotische vormgeving was de burcht toch een verdedigbare vesting, wat zou blijken toen de aanvallen van de Poolse koning in 1410 niet tot de inname leiden, al kostte het de grootmeester Ulrich von Jungingen zijn leven, toen hij de koning tegemoet trok, maar in de Slag van Tannenberg het onderspit dolf. Zijn opvolger Heinrich von Plauen wist de burcht maandenlang te verdedigen, zolang dat in het Pools-Litouwse leger epidemieën uitbraken en het zich terugtrok.
De hoogtijdagen van de vorstelijke residentie waren echter voorbij en toen de Orde toenemend in geldnood geraakte en zijn huursoldaten niet meer kon betalen, gaf de grootmeester het aan hun in onderpand. Ze verkochten het in 1457 aan de Poolse koning, toen de Orde in de Dertienjarige Oorlog in een patstelling was geraakt. De koning kreeg het uiteindelijk in 1466 bij de Tweede Vrede van Thorn in eigendom. Formeel werd het nu een Pools-koninklijke residentie, maar als zodanig is het nooit gebruikt. De Duitse Orde verplaatste haar bestuurlijke centrum naar Koningsbergen in wat sindsdien Oost-Pruisen heette.

### 18e eeuw
Het slot van Koningsbergen werd na de secularisatie een hertogelijke burcht en na 1701 het slot van de Pruisische koningen. De Marienburg werd verder uitgebouwd als Poolse vesting en later werd het voor militaire doeleinden gebruikt als fabriek en opslagplaats. Ook verkaveling ten behoeve van bewoning vond plaats.
De burcht verviel en onnuttige en bouwvallige delen werden afgebroken. Bouwmateriaal werd hergebruikt voor nieuwe gebouwen elders. Het gebouwencomplex was aan het eind van de 18de eeuw zo vervallen dat van afbraak werd gesproken. Inmiddels, in 1772, was West-Pruisen bij de eerste Poolse deling door het koninkrijk Pruisen geannexeerd en kwam er in literaire en kunstzinnige kringen in Berlijn belangstelling voor de tragische ruïne.

### 19e eeuw
Het behoud, de verbouwingen en de betwistbare restauratie van de Marienburg zijn een voorbeeld van hoe op ideologische gronden in de 19de eeuw omgegaan werd met historisch erfgoed. De Pruisische staatsbouwmeester David Gilly wist in 1794 belangstelling te wekken in Berlijn, vooral aan het koninklijke hof, wat voorlopig verder verval voorkwam. Theodor von Schön, president van de toen nog gezamenlijk bestuurde provincie West- en Oost-Pruisen, wist daarna met grote moeite afbraakplannen tegen te gaan en de belangstelling in Pruisische adellijke en hofkringen levend te houden. Hij stelde in 1819 Karl August als opzichter voor de restauratie aan. Na 1850 werd Ferdinand von Quast adviseur en deze keerde zich tegen de romantische en onhistorische verfraaiingspraktijk. Pas toen de Marienburg politieke betekenis kreeg als symbool van de Duitse en Pruisische aanwezigheid tegenover Polen, kwam voldoende overheidsgeld vrij en werd de weg geopend voor herstel. Eerst waren het nog detailrestauraties die de hele 19de eeuw door op kleine schaal uitgevoerd werden. Na de stichting van het Duitse Keizerrijk in 1870, kwam een ingrijpend restauratieprogramma tot stand. Eigenlijk was het in veel opzichten een herbouw op grond van zeer radicale interpretaties van het 13de- en 14de-eeuwse origineel. Bouwmeester Conrad Steinbrecht voltooide na 1882 de restauratie in opdracht van de Duitse keizer Wilhelm II. De Marienburg werd een imposant Duits nationaal monument. De restauratie en herbouw kan vergeleken worden met een soortgelijke en gelijktijdig uitgevoerde onderneming in de Elzas: de Hohkoenigsbourg gelegen aan de tegenovergestelde, westelijke grenzen van het Duitse Keizerrijk.

### 20e eeuw
Tijdens het Duitse nationaalsocialisme (1933-1945) benutte men het gebouwencomplex voor partijgebonden manifestaties en evenementen en kreeg het de moderne status van een nazistische 'Ordensburg', dat wil zeggen een instituut ter opleiding en inwijding van de SS. Begin 1945 werd de burcht door bombardementen van het Sovjetleger half verwoest. Oost- en West-Pruisen werden daarna door Polen ingelijfd en sindsdien is de burcht opnieuw hersteld als een ongemakkelijk element in de Poolse geschiedenis, die de Duitse Orde traditioneel als een erfelijke bedreiging van Polen voorstelt. Polen houdt nu met de Malbork het symbool van de middeleeuwse 'Duitse' machtsontplooiing in stand.
Historisch centrum van Krakau · Koninklijke Wieliczka- en Bochnia-zoutmijnen · Auschwitz-Birkenau: Duits naziconcentratie- en -vernietigingskamp · Woud van Białowieża · Historisch centrum van Warschau · Oude stad Zamość · Middeleeuwse stad Toruń · Kasteel van de Duitse ridderorde in Malbork · Kalwaria Zebrzydowska: maniëristisch architectuur-en parklandschapcomplex en bedevaartspark · Vredeskerken in Jawor en Świdnica · Houten kerken van zuidelijk Małopolska · Muskauer Park / Park Muzakowski · Hala Stulecia in Wrocław · Houten tserkva's van de Karpaten in Polen en Oekraïne· Lood-zilver-zinkmijn van Tarnowskie Góry en haar ondergrondse waterbeheersysteem · Prehistorische mijnstreek van gestreepte vuursteen van Krzemionki · Oude en voorhistorische beukenbossen van de Karpaten en andere regio's van Europa
Belvedèrepaleis · Kasteel Będzin · Bobolice · Chęciny ·  Groene Poort · Koninklijk Kasteel (Warschau) · Lublin · Łazienkipaleis · Łęczyca · Slot Mariënburg · Marywil · Myślewicki-paleis · Niepołomice · Nowy Sącz · Ogrodzieniec · Kazimierzpaleis ·Paleis onder het blikken dak · Piotrków Trybunalski · Koninklijk Paleis (Poznań) · Sandomierz · Sanok · Saksisch Paleis · Tykocin · Ujazdówkasteel · Wawel · Wilanówpaleis
- Gemeinsame Normdatei: 4122605-7
- Nationale Bibliotheek van Letland: 000200402
- Nationale Bibliotheek van Tsjechië: kn20050422087
- Virtual International Authority File: 316746626